# Elbert Tuganov
Elbert Tuganov (* 22. Februar 1920 in Baku; † 22. März 2007 in Tallinn) war ein estnischer Animationsfilm-Regisseur. Tuganov gilt als Pionier und Vater des estnischen Trickfilms.

## Frühe Jahre
Elbert Tuganov wurde als Sohn eines ossetischen Bildhauers und einer estnischen Mutter geboren. 1927 schickten die Eltern den Jungen zur Schulausbildung nach Deutschland, wo die Schwester der Mutter lebte. Nebenher verdiente Tuganov Geld als Zigarettenverkäufer, Statist sowie als Dolmetscher bei den Olympischen Sommerspielen 1936 und Reiseführer. Von 1937 bis 1939 arbeitete er als Gehilfe in drei Zeichentrickateliers in Berlin.
1939 schloss er das Fichte-Gymnasium in Berlin-Wilmersdorf ab, wo er Schulkamerad von Marcel Reich-Ranicki war. Anschließend ging Tuganov nach Estland. Dort leistete er seinen Wehrdienst ab.
Im August 1940, nach der sowjetischen Besetzung Estlands, wurde er in die Rote Armee eingezogen. Er überlebte den Zweiten Weltkrieg und wurde 1946 aus der Armee entlassen.

## Filmisches Schaffen
Von 1947 bis 1956 war Tuganov bei der sowjet-estnischen Filmgesellschaft Tallinna Kinostuudio in der estnischen Hauptstadt Tallinn beschäftigt. Ab 1957 begann Tuganov mit der Produktion von Trickfilmen in Estland bei der Produktionsfirma Tallinnfilm.
Zwischen 1958 und 1981 stellt er insgesamt 38 Animations- und Puppentrickfilme her. Peetrikese unenägu (nach dem Märchen „Palle allein auf der Welt“ des dänischen Schriftstellers Jens Sigsgaard) war 1958 der erste estnische Animationsfilm. Unter der Leitung Tuganovs wurden insgesamt 38 Animationsfilme für Kinder und Erwachsene hergestellt.
Zu vielen seiner Filme schrieb Tuganov auch das Drehbuch selbst. 1977 stellt er mit Suveniir den weltweit ersten stereoskopischen Animationsfilm her.
1975 filmte Tuganov die Dokumentation Inspiratsioon über das estnische Sängerfest desselben Jahres. Nach seiner Pensionierung 1982 drehte Tuganov noch zahlreiche Werbefilme.
Daneben verfasste Tuganov einige Bücher. In Liikuvad pildid (1979) stellt er die Geschichte des Animationsfilms dar. 1998 legte er unter dem Titel Jalutuskäik läbi sajandi („Spaziergang durch das Jahrhundert“) seine Memoiren vor. Er schrieb in seinen Memoiren, dass er ein langjähriger KGB-Agent sei.
Tuganov ist auch der Übersetzer des nord-ossetischen Epos „Die Narten“ ins Estnische. Die Übersetzung erschien 2005.

## Trickfilme (Auswahl)
- Peetrikese unenägu (1958)
- Põhjakonn (1959)
- Metsamuinasjutt (1960, nach Stoffen von Oskar Luts)
- Ott kosmoses (1961)
- Mina ja Murri (1961)
- Kaks lugu (1962)
- Peaaegu uskumatu lugu (1962)
- Just nii (1963)
- Hiirejaht (1965)
- Park (1966)
- Jonn (1966)
- Žanri sünd (1967)
- Ahvipoeg Fips (1968)
- Hammasratas (1968)
- Aatomik (1970)
- Aatomik ja Jõmmid (1970)
- Jalakäijad (1971)
- Suveniir (1977)
- Köpenicki kapten (1978)
- Kaupmees ja ahvid (1979)
- Giufa (1979)
- Ohver (1980)
- Õunkimmel (1981)

## Auszeichnungen
1960 wurde auf dem Internationalen Filmfestival von Bukarest der Puppentrickfilm Metsamuinasjutt ausgezeichnet. Auf dem Filmfestival von Deauville erhielt Tuganovs Film Ott kosmoses 1963 einen Sonderpreis.
1975 erhielt Tuganov den „Staatspreis der Estnischen SSR“. Zwei Jahre später wurde ihm die Auszeichnung „Volkskünstler der Estnischen SSR“ verliehen.
1995 wurde Tuganov der Preis der staatlichen estnischen Stiftung Eesti kultuurkapital für sein Lebenswerk verliehen.